# 鄂西玉山竹
鄂西玉山竹（学名：Yushania confusa）为禾本科玉山竹属下的一个种。

## 扩展阅读
- 維基物種上的相關：鄂西玉山竹